# 保琳·哈马隆德
保琳·哈马隆德（瑞典語：Pauline Hammarlund，1994年5月7日—），瑞典女子足球运动员，2015年9月完成成年国家队首秀。她曾代表瑞典参加2016年夏季奥林匹克运动会足球比赛，获得一枚银牌。